# Anna Norrie
Anna Hilda Charlotta Norrie, född Pettersson (skrev sig ofta Pettersson-Norrie) 7 februari 1860 i Stockholm, död 13 juli 1957 på samma plats, var en svensk skådespelare och operettsångerska.

## Biografi
Anna Norrie var dotter till distriktsläkaren Samuel Magnus Axel Könsberg och restauratrisen Anna Christina Pettersson. Under sin skoltid vid Wallinska skolan uppmuntrades hon av sin sånglärare att söka in vid Musikkonservatoriet där hon 1877–1878 var elev vid Julius Günthers solosångklass. Under ett amatörteaterframträdande i Södertälje erbjöds hon engagemang vid ett kringresande teatersällskap, men fadern stoppade henne från att tacka ja. I stället fortsatte hon att studera sång som privatelev för Carl Fredrik Lundqvist och Fritz Arlberg. 
Efter en provläsning för Emil Hillberg erhöll hon 1882 rollen som Antoinett i Édouard Paillerons pjäs Gristan, som hade premiär på Nya teatern i Stockholm 22 maj 1882. Hösten 1882 spelade hon rollen som Lars Hjortsberg i Karl Wetterhoffs pjäs Tillfälle gör tjufven. Anna Norrie hade framgångar och efter provsjungning fick hon fast anställning för att spela i operetter, samtidigt som hon fortsatte sina studier vid Emil Hillbergs nystartade elevskola. Förutom Hillberg hade hon där August Fredrik Dörum som deklamationslärare. Norrie visade sig ha stor begåvning för operettroller men med svagheter i framställningen, Ludvig Josephson karaktäriserade henne som "lat, slarvig och djävlig". 1883 blev hon elev hos Signe Hebbe vilket blev en vändpunkt för Norrie vad gällde framställningsteknik. 1884 lämnade hon Nya teatern för en anställning vid Södra och Djurgårdsteatrarna 1884–1887 med bättre arbetsvillkor.
Därefter var hon tillsammans med Wilhelm Kloed och Mauritz Gründer 1887–1889 ledare för Vasateatern, varefter hon fortsatte att verka vid samma teater som skådespelare.
Norrie filmdebuterade 1903 i Ernest Flormans Sköna Helena, och kom att medverka i nio filmer. Hon var även flitigt verksam som grammofonartist.
Hon var mellan 1891 och 1909 gift med den danske författaren William Norrie och bosatt i Köpenhamn. Därför genomförde hon endast kortare gästspel i Sverige, bland annat på Vasateatern 1896, 1897 med sångnummer på Kungliga Operan, för Albert Ranft på Arenateatern 1897 och på Dramatiska teatern 1898.
Hon var gift andra gången 1909–1918 med skådespelaren Anton de Verdier.
Norrie är begravd på Norra begravningsplatsen utanför Stockholm.

## Galleri

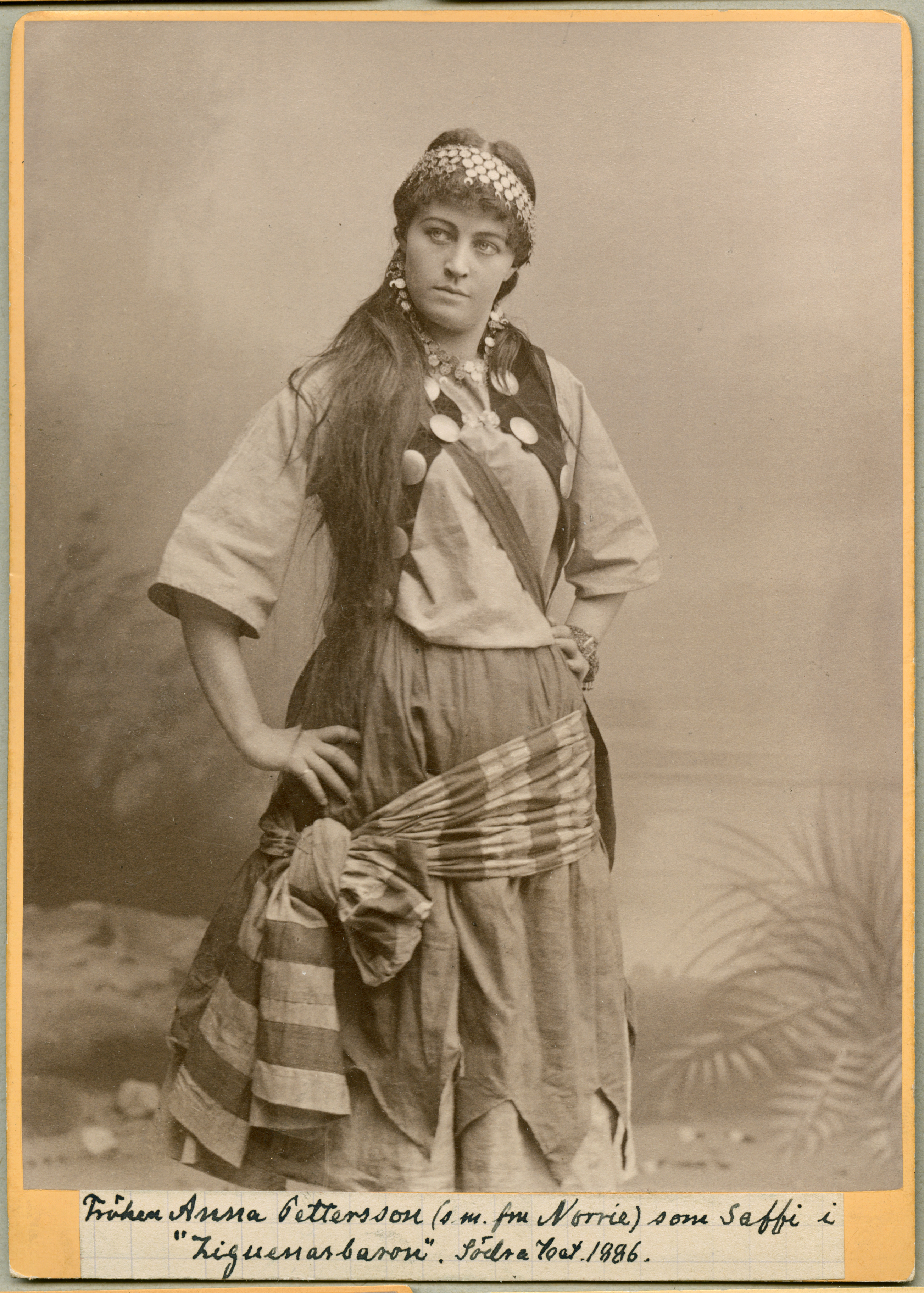
Som Saffi i Zigenarbaronen. Södra teatern 1886.
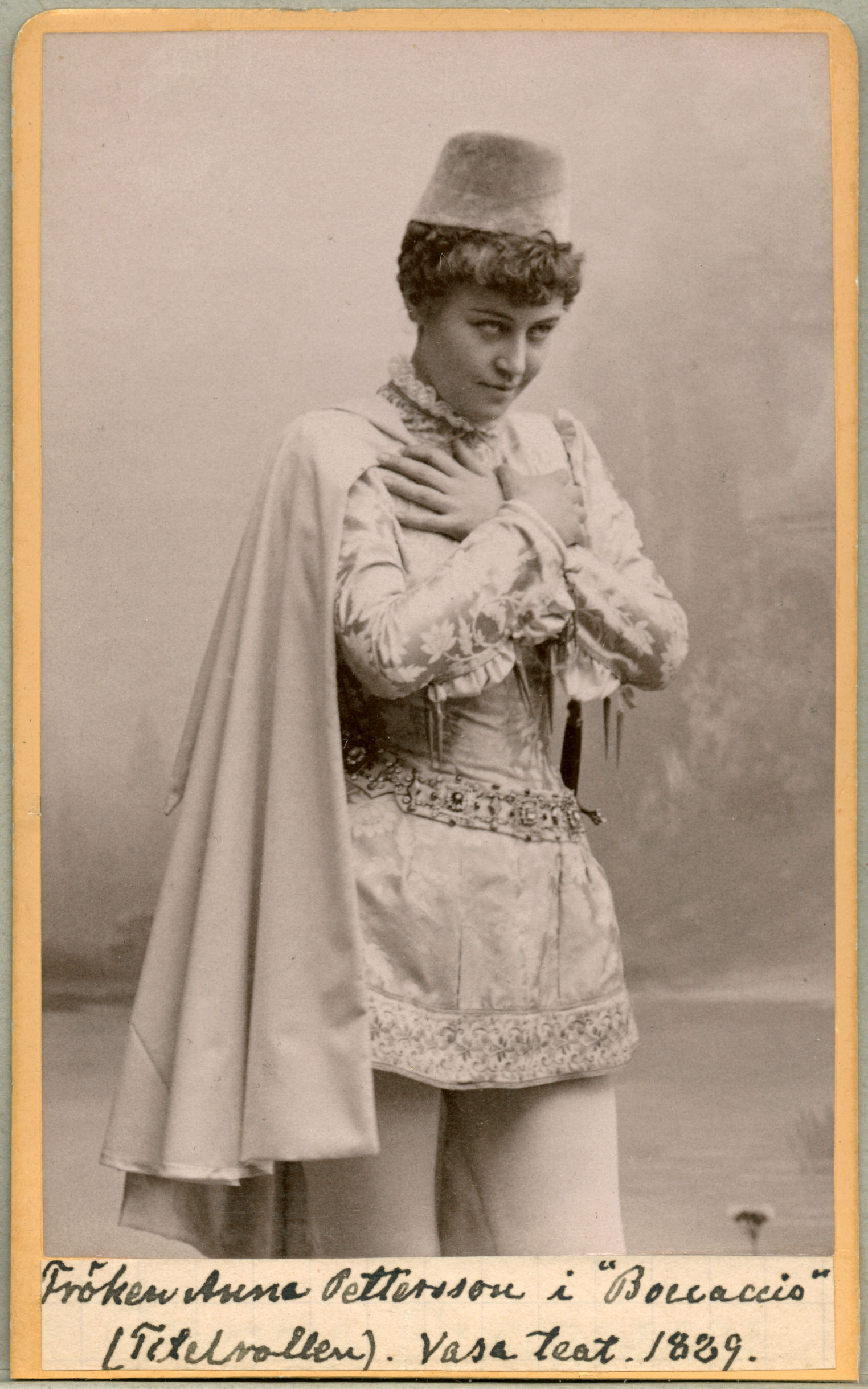
Titelrollen i Boccaccio, Vasateatern 1889.
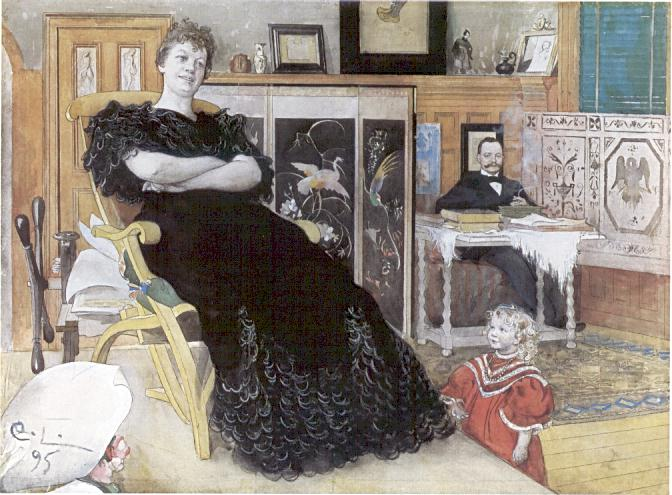
Porträtt av Carl Larsson 1895.
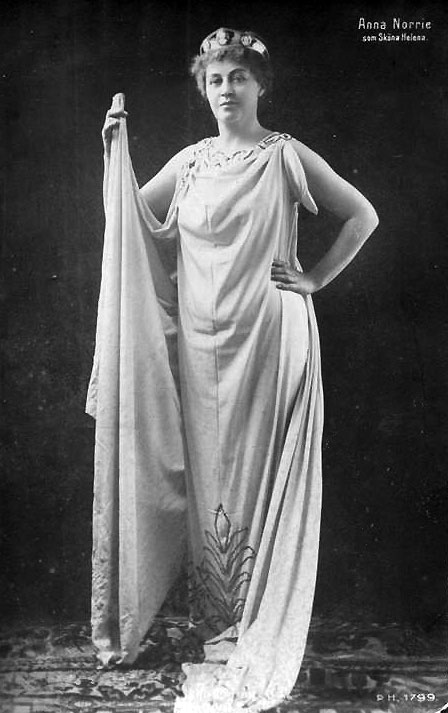
Som Sköna Helena omkring 1910.

## Filmografi
- 1903 – Sköna Helena
- 1912 – Mor och dotter
- 1912 – I lifvets vår
- 1912 – Ett hemligt giftermål eller Bekännelsen på dödsbädden
- 1913 – En pojke i livets strid
- 1913 – Vampyren
- 1913 – Skandalen
- 1913 – Barnet
- 1949 – Greven från gränden

## Teater

### Roller (ej komplett)
| År   | Roll                         | Produktion                                                                           | Regi             | Teater                |
| ---- | ---------------------------- | ------------------------------------------------------------------------------------ | ---------------- | --------------------- |
| 1887 | Carlo                        | Amors gengångare Louis Varney, Jules Prével och Armand Liorat                        |                  | Vasateatern           |
| 1887 | Storhertiginnan              | Storhertiginnan av Gerolstein Jacques Offenbach                                      |                  | Vasateatern           |
| 1887 | Pueblo                       | Don Cesar Rudolf Dellinger                                                           | Emil Linden      | Vasateatern           |
| 1888 | Virginie                     | Bellevilles mö Carl Millöcker, Richard Genée och Friedrich Zell                      |                  | Vasateatern           |
| 1888 | Gilda                        | Viceamiralen Carl Millöcker                                                          |                  | Vasateatern           |
| 1888 |                              | Kolhandlarne Jules Costé och Philippe Gille                                          |                  | Vasateatern           |
| 1888 | Helena                       | Sköna Helena Jacques Offenbach, Henri Meilhac och Ludovic Halévy                     |                  | Vasateatern           |
| 1888 | Gabrielle                    | Pariserliv Jacques Offenbach                                                         |                  | Vasateatern           |
| 1888 | Tsing Tsing, mikado av Japan | Den nye mikadon Arthur Sullivan                                                      |                  | Vasateatern           |
| 1889 | Giovanni Boccaccio           | Boccaccio Franz von Suppé, Camillo Walzel och Richard Genée                          |                  | Vasateatern           |
| 1889 | Putte                        | Lilla Putte Alfred Hennequin                                                         |                  | Vasateatern           |
| 1889 | Thérèse Valbrézègue          | Kolhandlarne Jules Costé och Philippe Gille                                          |                  | Vasateatern           |
| 1889 | Anna Stina                   | Riddar Blåskägg Jacques Offenbach, Henri Meilhac och Ludovic Halévy                  |                  | Vasateatern           |
| 1889 | Fatinitza                    | Fatinitza Franz von Suppé och Friedrich Zell                                         |                  | Vasateatern           |
| 1889 |                              | Ett köpmanshus i skärgården Frans Hedberg efter Emelie Flygare-Carlén                |                  | Djurgårdsteatern      |
| 1889 | Helena                       | Sköna Helena Jacques Offenbach, Henri Meilhac och Ludovic Halévy                     |                  | Bergens teater        |
| 1889 | Belle Lurette                | Vackra tvätterskan Jacques Offenbach, Ernest Blum, Edouard Blau och Raoul Toché      |                  | Vasateatern           |
| 1889 | Hertig de Parthenay          | Lille hertigen Henri Meilhac och Ludovic Halévy                                      |                  | Vasateatern           |
| 1889 | Grevinnan Korniska           | Niniche Marius Boullard och Alfred Hennequin                                         |                  | Vasateatern           |
| 1892 | Denise de Flavigny           | Lilla helgonet Hervé, Henri Meilhac och Albert Millaud                               |                  | Vasateatern           |
| 1892 | Thérèse Valbrezeuge          | Kolhandlarne Jules Costé                                                             |                  | Vasateatern           |
| 1893 | Melanie                      | Två turturduvor Paul Ginisty och Jules Guérin                                        |                  | Vasateatern           |
| 1893 | Första kusinen               | Råttfällan                                                                           |                  | Vasateatern           |
| 1896 | Niobe                        | Niobe Harry Paulton och Edward Paulton                                               |                  | Vasateatern           |
| 1902 | Adrienne                     | Primadonnan Charles Weinberger, Bernhard Buchbinder och Josef Wattke                 |                  | Olympiateatern        |
| 1909 | Helena                       | Sköna Helena Jacques Offenbach, Henri Meilhac och Ludovic Halévy                     |                  | Oscarsteatern         |
| 1910 | Amélie/Antonine              | Lili Hervé, Alfred Hennequin och Albert Millaud                                      |                  | Anna Norries sällskap |
| 1911 | Helena                       | Sköna Helena Jacques Offenbach, Henri Meilhac och Ludovic Halévy                     |                  | Oscarsteatern         |
| 1911 | Gabrielle                    | Pariserliv Jacques Offenbach, Henri Meilhac och Ludovic Halévy                       | Emil Linden      | Oscarsteatern         |
| 1922 | Catherine                    | Madame Sherry Hugo Felix, Maurice Ordonneau, Benno Jacobson                          | Ernst Eklund     | Blancheteatern        |
| 1932 | Desideria                    | Den förste Bernadotte Herbert Grevenius                                              | Per Lindberg     | Konserthusteatern     |
| 1934 | Marie Tschöll                | Jungfruburen Alfred Maria Willner, Heinz Reichert, Franz Schubert och Heinrich Berté | Nils Johannisson | Oscarsteatern         |